# 3 juin 1940
Le lundi 3 juin 1940 est le 155e jour de l'année 1940.

## Naissances
- Aimé Kergueris, personnalité politique française
- Albert Duchêne, footballeur français
- Anne-Marie Houdebine (morte le 11 octobre 2016), Linguiste, sémiologue et psychanalyste française
- Antonio Brack Egg (mort le 30 septembre 2014), homme politique péruvien
- Heinz van Haaren, joueur de football néerlandais
- Indira Jaising, avocate indienne
- Jørgen Ravn (mort le 4 juin 2015), joueur de football danois
- Joe Higgs (mort le 18 décembre 1999), musicien jamaïcain
- Koichi Kishi (mort le 16 octobre 2017), personnalité politique japonaise
- Konstantin Arsenović (mort le 31 janvier 2017), homme politique serbe
- Michel Robbe, acteur et animateur de télévision français
- Osei Kofi, footballeur international ghanéen
- Renata Scant, actrice française
- Robin Blackburn, historien britannique

## Décès
- James Campbell Clouston (né le 31 août 1900), officier canadien de la Royal Navy

## Événements
- Fin de l'opération Dynamo : 224 686 Britanniques et 121 445 soldats français et belges ont été évacués vers le Royaume-Uni. La RAF assure un minimum de couverture aérienne pour cette opération, mais abat tout de même 140 appareils de la Luftwaffe. Les Britanniques ne perdent, dans le même temps, que 80 avions.
- Opération Paula de la Luftwaffe qui bombarde les environs de Paris, les aérodromes en particulier. 254 morts et 652 blessés à Paris ; les usines de Billancourt sont touchées. Les pertes allemandes et françaises s'équilibrent (30 avions perdus de part et d'autre) : ce n'est pas un franc succès pour la Luftwaffe.